# Coppa del Mondo di bob 2002
La Coppa del Mondo di bob 2001/02, organizzata dalla FIBT, è iniziata a Calgary, in Canada il 2 novembre 2001 per gli uomini e il 10 novembre 2001 a Winterberg, in Germania per le donne ed è terminata il 26 gennaio 2002 a La Plagne, in Francia, per gli uomini e il 16 dicembre 2001 a Calgary per le donne. Si sono disputate ventitré gare: sette nel bob a 2 uomini, sette nel bob a 4 e una gara combinata maschile (data dalla somma di una manche di bob a due e una di bob a quattro) in sette differenti località e otto nel bob a 2 donne in quattro differenti località.
Nel corso della stagione si sono tenuti anche i XIX Giochi olimpici invernali di Salt Lake City 2002, negli Stati Uniti d'America, competizione non valida ai fini della Coppa del Mondo, mentre la tappa di Cortina d'Ampezzo ha assegnato anche il titolo europeo maschile (non era previsto quello femminile).

Questa Coppa del Mondo si è svolta come di consueto in parallelo alla Coppa del Mondo di skeleton.

## Risultati

### Uomini
| Data             | Località          | Specialità | Primi classificati                                                       | Secondi classificati | Terzi classificati                                                      |
| ---------------- | ----------------- | ---------- | ------------------------------------------------------------------------ | --- | ----------------------------------------------------------------------- |
| 2 novembre 2001  | Calgary           | A due      | Todd Hays Pavle Jovanovic Stati Uniti                                    | Christoph Langen Thomas Platzer Germania                                                                                                | René Spies Franz Sagmeister Germania                                    |
| 3 novembre 2001  | Calgary           | A quattro  | Todd Hays Randy Jones Pavle Jovanovic Garrett Hines Stati Uniti          | Christoph Langen Sven Rühr Peter Esenwein Thomas Platzer Germania e Martin Annen Silvio Schaufelberger Beat Hefti Cédric Grand Svizzera | non assegnato                                                           |
| 17 novembre 2001 | Lake Placid       | A due      | Todd Hays Garrett Hines Stati Uniti                                      | Martin Annen Cédric Grand Svizzera | Pierre Lueders Mark LeBlanc Canada                                      |
| 18 novembre 2001 | Lake Placid       | A quattro  | André Lange Lars Behrendt Kevin Kuske Carsten Embach Germania            | Todd Hays Randy Jones Pavle Jovanovic Garrett Hines Stati Uniti                                                                         | Martin Annen Urs Aeberhard Beat Hefti Cédric Grand Svizzera             |
| 1º dicembre 2001 | Winterberg        | A due      | Christoph Langen Peter Esenwein Germania                                 | René Spies Franz Sagmeister Germania | Christian Reich Steve Anderhub Svizzera                                 |
| 2 dicembre 2001  | Winterberg        | A quattro  | Christoph Langen Sven Rühr Peter Esenwein Sven Peter Germania            | Todd Hays Randy Jones Pavle Jovanovic Garrett Hines Stati Uniti                                                                         | André Lange Enrico Kühn Carsten Embach Germania                         |
| 7 dicembre 2001  | Igls              | A due      | Christoph Langen Markus Zimmermann Germania                              | Todd Hays Pavle Jovanovic Stati Uniti                                                                                                   | René Spies Franz Sagmeister Germania                                    |
| 8 dicembre 2001  | Igls              | A quattro  | André Lange Enrico Kühn Kevin Kuske Carsten Embach Germania              | Todd Hays Randy Jones Pavle Jovanovic Garrett Hines Stati Uniti                                                                         | Martin Annen Silvio Schaufelberger Beat Hefti Cédric Grand Svizzera     |
| 9 dicembre 2001  | Igls              | Combinata  | Christian Reich Svizzera                                                 | Evgenij Popov Russia | Martin Annen Svizzera                                                   |
| 12 gennaio 2002  | Sankt Moritz      | A due      | Christoph Langen Marco Jakobs Germania                                   | Christian Reich Steve Anderhub Svizzera                                                                                                 | Todd Hays Garrett Hines Stati Uniti                                     |
| 13 gennaio 2002  | Sankt Moritz      | A quattro  | Christian Reich Steve Anderhub Guido Acklin Urs Aeberhard Svizzera       | André Lange Enrico Kühn Kevin Kuske Carsten Embach Germania                                                                             | Christoph Langen Markus Zimmermann Marco Jakobs Thomas Platzer Germania |
| 19 gennaio 2002  | Cortina d'Ampezzo | A due      | Pierre Lueders Giulio Zardo Canada                                       | Christian Reich Steve Anderhub Svizzera                                                                                                 | André Lange Kevin Kuske Germania                                        |
| 20 gennaio 2002  | Cortina d'Ampezzo | A quattro  | André Lange Enrico Kühn Kevin Kuske Carsten Embach Germania              | Bruno Mingeon Éric Le Chanony Christophe Fouquet Max Robert Francia                                                                     | Matthias Benesch Torsten Voss Udo Lehmann Alexander Szelig Germania     |
| 25 gennaio 2002  | La Plagne         | A due      | Martin Annen Cédric Grand Svizzera                                       | Christian Reich Urs Aeberhard Svizzera                                                                                                  | Pierre Lueders Giulio Zardo Canada                                      |
| 26 gennaio 2002  | La Plagne         | A quattro  | Bruno Mingeon Éric Le Chanony Christophe Fouquet Alexandre Arbez Francia | Christian Reich Steve Anderhub Guido Acklin Urs Aeberhard Svizzera                                                                      | Bruno Thomas Michel André Philippe Paviot Thibault Giroud Francia       |

### Donne
| Data             | Località             | Specialità     | Prime classificate                        | Seconde classificate                       | Terze classificate                        |
| ---------------- | -------------------- | -------------- | ----------------------------------------- | ------------------------------------------ | ----------------------------------------- |
| 10 novembre 2001 | Winterberg           | A due (gara 1) | Sandra Prokoff Ulrike Holzner Germania    | Susi Erdmann Annegret Dietrich Germania    | Françoise Burdet Martina Feusi Svizzera   |
| 11 novembre 2001 | Winterberg           | A due (gara 2) | Sandra Prokoff Ulrike Holzner Germania    | Susi Erdmann Birgit Brodbeck Germania      | Françoise Burdet Martina Feusi Svizzera   |
| 18 novembre 2001 | Schönau am Königssee | A due (gara 1) | Sandra Prokoff Nicole Herschmann Germania | Susi Erdmann Tanja Hees Germania           | Bonny Warner Gea Johnson Stati Uniti      |
| 19 novembre 2001 | Schönau am Königssee | A due (gara 2) | Susi Erdmann Tanja Hees Germania          | Jean Racine Bethany Hart Stati Uniti       | Bonny Warner Gea Johnson Stati Uniti      |
| 22 novembre 2001 | Igls                 | A due (gara 1) | Sandra Prokoff Ulrike Holzner Germania    | Susi Erdmann Birgit Brodbeck Germania      | Jean Racine Jennifer Davidson Stati Uniti |
| 23 novembre 2001 | Igls                 | A due (gara 2) | Sandra Prokoff Nicole Herschmann Germania | Susi Erdmann Tanja Hees Germania           | Cathleen Martini Yvonne Cernota Germania  |
| 15 dicembre 2001 | Calgary              | A due (gara 1) | Susi Erdmann Birgit Brodbeck Germania     | Françoise Burdet Katherina Sutter Svizzera | Sandra Prokoff Ulrike Holzner Germania    |
| 16 dicembre 2001 | Calgary              | A due (gara 2) | Susi Erdmann Nicole Herschmann Germania   | Jean Racine Gea Johnson Stati Uniti        | Sandra Prokoff Ulrike Holzner Germania    |

## Classifiche

### Bob a due uomini
| Pos. | Nome pilota       | Nazione     | CAL | LAK | WIN | IGL | STM | COR | LAP | Totale |
| ---- | ----------------- | ----------- | --- | --- | --- | --- | --- | --- | --- | ------ |
| 1    | Martin Annen      | Svizzera    | 4   | 2   | 4   | 4   | 4   | 4   | 1   | 220    |
| 2    | Pierre Lueders    | Canada      | 8   | 3   | 4   | 14  | 8   | 1   | 3   | 193    |
| 3    | Christian Reich   | Svizzera    | 5   | DSQ | 3   | 5   | 2   | 2   | 2   | 190    |
| 4    | Todd Hays         | Stati Uniti | 1   | 1   | 6   | 2   | 3   | -   | -   | 164    |
| 5    | Günther Huber     | Italia      | 9   | 5   | 13  | 12  | 11  | 5   | 5   | 164    |
| 6    | Wolfgang Stampfer | Austria     | 12  | 6   | 8   | 10  | 9   | 12  | 4   | 160    |
| 7    | André Lange       | Germania    | 14  | 4   | 7   | 6   | 6   | 3   | -   | 155    |
| 8    | Christoph Langen  | Germania    | 2   | -   | 1   | 1   | 1   | -   | -   | 142    |
| 9    | Reto Götschi      | Svizzera    | 7   | 10  | 9   | 8   | 7   | -   | 6   | 141    |
| 10   | Aleksandr Zubkov  | Russia      | 16  | 18  | 14  | 7   | 10  | 8   | 7   | 139    |

### Bob a quattro uomini
| Pos. | Nome pilota       | Nazione     | CAL | LAK | WIN | IGL | STM | COR | LAP | Totale |
| ---- | ----------------- | ----------- | --- | --- | --- | --- | --- | --- | --- | ------ |
| 1    | Martin Annen      | Svizzera    | 2   | 3   | 5   | 3   | 4   | 4   | 4   | 220    |
| 2    | André Lange       | Germania    | 5   | 1   | 3   | 1   | 6   | 1   | -   | 155    |
| 3    | Christian Reich   | Svizzera    | 4   | DNS | 8   | 7   | 2   | 1   | 2   | 190    |
| 4    | Bruno Mingeon     | Francia     | 12  | 13  | 11  | 13  | 10  | 6   | 1   | 139    |
| 5    | Arend Glas        | Paesi Bassi | 14  | 6   | 9   | 12  | 11  | 12  | 10  | 164    |
| 6    | Bruno Thomas      | Francia     | 11  | 8   | 15  | 11  | 1   | 15  | 3   | 142    |
| 7    | Evgenij Popov     | Russia      | 6   | 4   | 6   | DSQ | 7   | 11  | 7   | 141    |
| 8    | Wolfgang Stampfer | Austria     | 9   | 9   | 12  | 8   | 9   | 13  | 9   | 160    |
| 9    | Pierre Lueders    | Canada      | 8   | 10  | 10  | 14  | 8   | 8   | 5   | 193    |
| 10   | Todd Hays         | Stati Uniti | 1   | 2   | 2   | 2   | 3   | DSQ | -   | 164    |

### Combinata uomini
| Pos. | Nome pilota       | Nazione     | CAL     | LAK       | WIN     | IGL      | STM     | COR     | LAP    | Totale |
| ---- | ----------------- | ----------- | ------- | --------- | ------- | -------- | ------- | ------- | ------ | ------ |
| 1    | Martin Annen      | Svizzera    | 4 / 2   | 2 / 3     | 4 / 5   | 4 / 3    | 4 / 4   | 4 / 4   | 1 / 4  | 426    |
| 2    | Christian Reich   | Svizzera    | 5 / 4   | DSQ / DNS | 3 / 8   | 5 / 7    | 2 / 2   | 2 / 1   | 2 / 2  | 360    |
| 3    | André Lange       | Germania    | 14 / 5  | 4 / 1     | 7 / 3   | 6 / 1    | 6 / 6   | 3 / 1   | -      | 356    |
| 4    | Pierre Lueders    | Canada      | 8 / 8   | 3 / 10    | 4 / 10  | 14 / 14  | 8 / 8   | 1 / 8   | 3 / 5  | 335    |
| 5    | Wolfgang Stampfer | Austria     | 12 / 9  | 6 / 9     | 8 / 12  | 10 / 8   | 9 / 9   | 12 / 13 | 4 / 9  | 306    |
| 6    | Todd Hays         | Stati Uniti | 1 / 1   | 1 / 2     | 6 / 2   | 2 / 2    | 3 / 3   | - / DSQ | -      | 299    |
| 7    | Evgenij Popov     | Russia      | 11 / 6  | 7 / 4     | 16 / 6  | 13 / DSQ | 14 / 7  | 7 / 11  | 11 / 7 | 288    |
| 8    | Christoph Langen  | Germania    | 2 / 2   | -         | 1 / 1   | 1 / 5    | 1 / 3   | -       | -      | 272    |
| 9    | Aleksandr Zubkov  | Russia      | 16 / 13 | 18 / 14   | 14 / 12 | 7 / 9    | 10 / 19 | 8 / 12  | 7 / 9  | 268    |
| 10   | Bruno Mingeon     | Francia     | 27 / 12 | 24 / 13   | 17 / 11 | 15 / 13  | 12 / 10 | 15 / 6  | 13 / 1 | 263    |

### Bob donne
| Pos. | Nome pilota        | Nazione     | CAL-1 | CAL-2 | PKC-1 | PKC-2 | LAK-1 | LAK-2 | IGL-1 | IGL-2 | Totale |
| ---- | ------------------ | ----------- | ----- | ----- | ----- | ----- | ----- | ----- | ----- | ----- | ------ |
| 1    | Susi Erdmann       | Germania    | 2     | 2     | 2     | 1     | 2     | 2     | 1     | 1     | 272    |
| 2    | Sandra Prokoff     | Germania    | 1     | 1     | 1     | 6     | 1     | 1     | 3     | 3     | 264    |
| 3    | Jean Racine        | Stati Uniti | 4     | 5     | 4     | 2     | 3     | 11    | 4     | 2     | 232    |
| 4    | Françoise Burdet   | Svizzera    | 3     | 3     | 8     | 5     | 5     | 6     | 2     | 4     | 227    |
| 5    | Bonny Warner       | Stati Uniti | 5     | 4     | 3     | 3     | 9     | 4     | 7     | 7     | 220    |
| 6    | Jill Bakken        | Stati Uniti | 6     | 8     | 8     | 4     | 6     | 7     | 5     | 5     | 202    |
| 7    | Christina Smith    | Canada      | 7     | 7     | 21    | 16    | 4     | 12    | 9     | 6     | 166    |
| 8    | Christine Fraser   | Canada      | 9     | 11    | 10    | 9     | 15    | 8     | 14    | 9     | 161    |
| 9    | Viktorija Tokovaja | Russia      | 14    | 14    | 5     | 11    | 7     | 10    | 12    | 15    | 160    |
| 10   | Ilse Broeders      | Paesi Bassi | 12    | 9     | 7     | 7     | 12    | 13    | 13    | 14    | 159    |